# Hostun
Hostun ist eine französische Gemeinde mit 1048 Einwohnern (Stand 1. Januar 2022) im Département Drôme in der Region Auvergne-Rhône-Alpes.

## Bevölkerung
| Jahr                       | 1962 | 1968 | 1975 | 1982 | 1990 | 1999 | 2008 | 2018 |
| -------------------------- | ---- | ---- | ---- | ---- | ---- | ---- | ---- | ---- |
| Einwohner                  | 689  | 705  | 667  | 664  | 653  | 758  | 964  | 992  |
| Quellen: Cassini und INSEE |      |      |      |      |      |      |      |      |

## Persönlichkeiten
- Bekannt ist Hostun in Frankreich aufgrund einiger geschichtlicher Persönlichkeiten aus dem Familiengeschlecht der Hostun. Dazu gehört unter anderem Camille d’Hostun de la Baume, duc de Tallard (1652–1728), General und Marschall von Frankreich.
- Philippe Clave (1916–1996), französischer General und Militärgouverneur von Paris von 1973 bis 1975, stammt ebenfalls aus der Gemeinde Hostun.
- Der in Hostun gebürtige Oblatenpriester Eugène-Casimir Chirouse (1854–1927) war in Kanada als Missionar tätig.

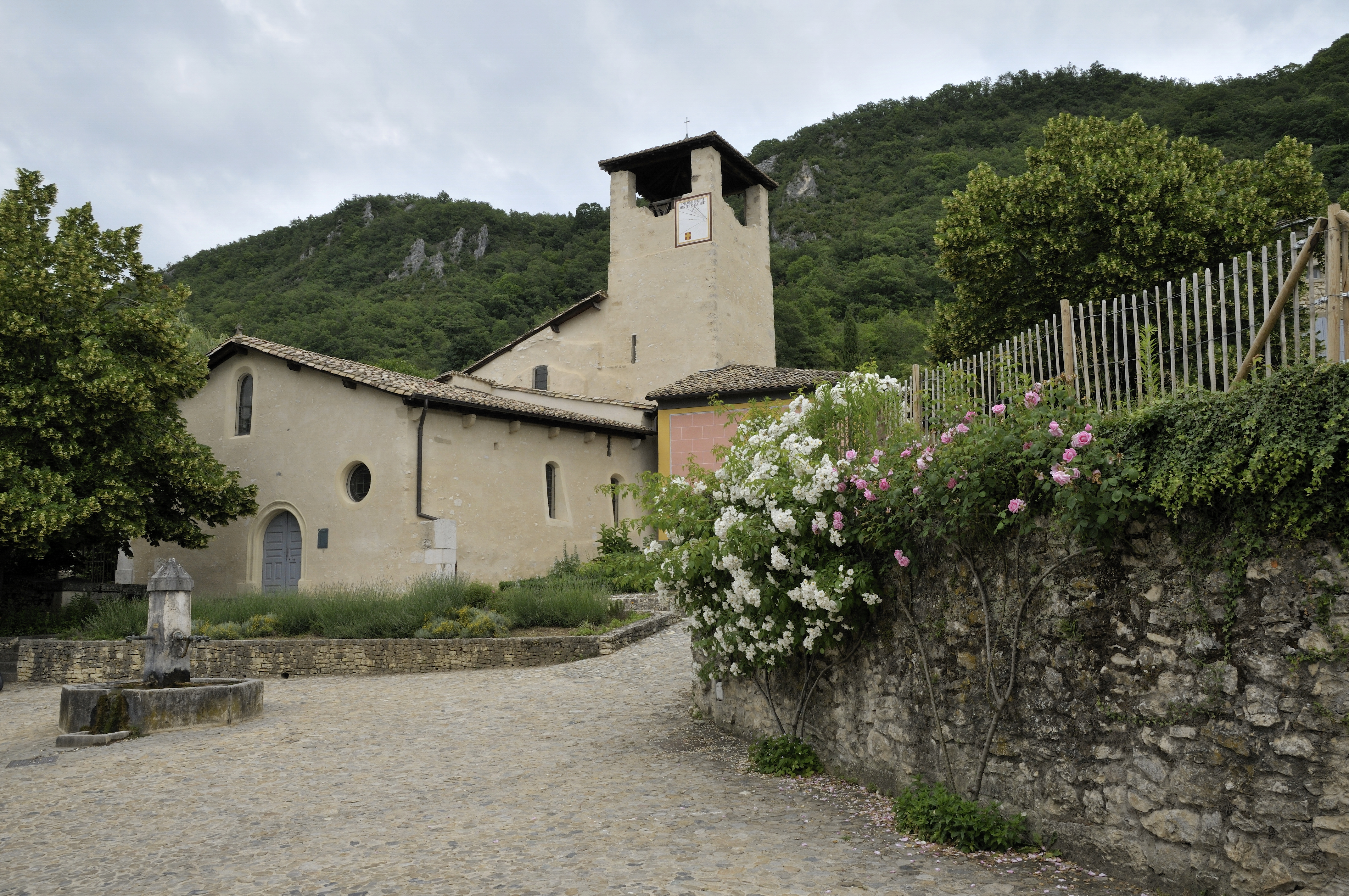
Kirche Saint-Martin